# Eucalypteae
Eucalypteae é uma tribo de plantas com flor pertencente à família Myrtaceae, nativa predominantemente da Australásia. Este grupo é mundialmente reconhecido por incluir o gênero Eucalyptus, que domina a paisagem arbórea da Austrália e possui imensa importância ecológica e econômica. A tribo, no entanto, é mais diversa, compreendendo sete gêneros e mais de 900 espécies, que variam desde árvores emergentes de florestas tropicais úmidas até os "mallees" (eucaliptos arbustivos com múltiplos troncos) de zonas áridas.
A classificação e a filogenia da tribo têm sido objeto de intensos estudos e debates científicos, especialmente com o advento de técnicas de sequenciamento de DNA. As pesquisas modernas revelaram uma história evolutiva complexa, marcada por uma origem no antigo supercontinente Gondwana, diversificação impulsionada por mudanças climáticas e fogo, e intrincadas relações coevolutivas com a fauna nativa.
Membros desta tribo são caracterizados pela presença de um hipanto lenhoso que se desenvolve em um fruto tipo cápsula (conhecido popularmente como "gumnut") e pela produção de óleos essenciais em glândulas secretoras presentes nas folhas e em outras partes da planta.

## Taxonomia e Filogenia
A compreensão das relações dentro de Eucalypteae evoluiu significativamente desde as primeiras classificações baseadas puramente na morfologia. Estudos filogenéticos moleculares confirmaram que a tribo é um grupo monofilético, dividido em dois clados principais: os gêneros de florestas úmidas (linhagens relictas) e o grupo esclerófilo australiano, muito mais especioso.

### História da Classificação
A história taxonômica da tribo é marcada pelo debate sobre a circunscrição de Eucalyptus. Por mais de um século, Eucalyptus incluía uma vasta gama de morfologias.
- A separação de Angophora': O gênero Angophora foi o primeiro a ser reconhecido como distinto de Eucalyptus por A.L. de Jussieu em 1789. Sua principal característica distintiva são as flores com pétalas e sépalas livres, em contraste com o opérculo (ou caliptra) dos Eucalyptus.

- O debate sobre Corymbia': Em 1995, os botânicos Ken Hill e Lawrie Johnson propuseram a elevação do subgênero Corymbia (os "bloodwoods" e "ghost gums") ao nível de gênero.[4] Eles argumentaram que as diferenças morfológicas — como a inflorescência em corimbo, a casca tessalada e a anatomia da semente — eram suficientes para justificar a separação. Essa classificação foi inicialmente controversa, com outros especialistas, como Ian Brooker, defendendo que Corymbia deveria permanecer como um subgênero de Eucalyptus.[5] No entanto, dados moleculares subsequentes confirmaram que Corymbia e Angophora são mais aparentados entre si do que qualquer um deles é de Eucalyptus sensu stricto.[3] Hoje, o reconhecimento de Corymbia como um gênero distinto é amplamente aceito pela maioria dos herbários e botânicos australianos.[6]

### Relações Filogenéticas
Estudos baseados em marcadores de DNA nuclear e de cloroplasto revelaram a seguinte estrutura de relações. Arillastrum, da Nova Caledônia, é frequentemente posicionado como o clado irmão de todos os outros membros da tribo. Os outros três gêneros de florestas úmidas (*Stockwellia*, *Eucalyptopsis* e *Allosyncarpia*) formam um clado monofilético. Este grupo, por sua vez, é irmão do grande clado esclerófilo que contém *Angophora*, *Corymbia* e *Eucalyptus*.
A filogenia dentro do clado esclerófilo é complexa. Dados de DNA nuclear (ITS) mostram claramente que Angophora e Corymbia formam um grupo monofilético, que é irmão de Eucalyptus. No entanto, análises de DNA de cloroplasto (cpDNA) apresentam um resultado incongruente, onde algumas espécies de Corymbia se agrupam com Angophora, enquanto outras se agrupam com Eucalyptus. A explicação mais provável para essa incongruência é a introgressão (transferência de genes por hibridização) antiga do genoma do cloroplasto de Eucalyptus para algumas linhagens de Corymbia.

#### Cladograma Simplificado de Eucalypteae
O cladograma abaixo representa as relações mais prováveis baseadas em dados de DNA nuclear:

|                          | Eucalyptus                                             |
|                          |                                                        |
| Clado Angophora/Corymbia | \| \| Angophora \| \| \| \| \| \| Corymbia \| \| \| \| |
|                          | \| \| Angophora \| \| \| \| \| \| Corymbia \| \| \| \| |
|                          | Angophora                                              |
|                          |                                                        |
|                          | Corymbia                                               |
|                          |                                                        |

|  | Angophora |
|  |           |
|  | Corymbia  |
|  |           |

|  | \| \| Stockwellia \| \| \| \| \| \| Allosyncarpia \| \| \| \| \| \| Eucalyptopsis \| \| \| \| |
|  |                                                                                               |
|  | Arillastrum                                                                                   |
|  |                                                                                               |
|  | Stockwellia                                                                                   |
|  |                                                                                               |
|  | Allosyncarpia                                                                                 |
|  |                                                                                               |
|  | Eucalyptopsis                                                                                 |
|  |                                                                                               |

|  | Stockwellia   |
|  |               |
|  | Allosyncarpia |
|  |               |
|  | Eucalyptopsis |
|  |               |

|                          | Eucalyptus                                             |
|                          |                                                        |
| Clado Angophora/Corymbia | \| \| Angophora \| \| \| \| \| \| Corymbia \| \| \| \| |
|                          | \| \| Angophora \| \| \| \| \| \| Corymbia \| \| \| \| |
|                          | Angophora                                              |
|                          |                                                        |
|                          | Corymbia                                               |
|                          |                                                        |

|  | Angophora |
|  |           |
|  | Corymbia  |
|  |           |

|  | \| \| Stockwellia \| \| \| \| \| \| Allosyncarpia \| \| \| \| \| \| Eucalyptopsis \| \| \| \| |
|  |                                                                                               |
|  | Arillastrum                                                                                   |
|  |                                                                                               |
|  | Stockwellia                                                                                   |
|  |                                                                                               |
|  | Allosyncarpia                                                                                 |
|  |                                                                                               |
|  | Eucalyptopsis                                                                                 |
|  |                                                                                               |

|  | Stockwellia   |
|  |               |
|  | Allosyncarpia |
|  |               |
|  | Eucalyptopsis |
|  |               |

### Descrição dos Gêneros
A tribo é composta por sete gêneros reconhecidos:
| Gênero        | Autoridade                      | Nº de Espécies (aprox.) | Distribuição Nativa                                  | Descrição Chave |
| ------------- | ------------------------------- | ----------------------- | ---------------------------------------------------- | --- |
| Allosyncarpia | S.T.Blake                       | 1                       | Austrália (Arnhem Land, Território do Norte)         | Árvore de floresta de monções, formando densos povoamentos. Folhas opostas. Sensível ao fogo.                                                 |
| Angophora     | Cav.                            | 13                      | Leste da Austrália                                   | Conhecidos como "apple-gums". Flores com pétalas e sépalas livres (sem opérculo). Casca geralmente áspera e fibrosa.                          |
| Arillastrum   | Pancher ex Baill.               | 1                       | Nova Caledônia                                       | Árvore de floresta úmida em solos ultramáficos. Sementes possuem um arilo vestigial. Considerado um elo evolutivo primitivo.                  |
| Corymbia      | K.D.Hill & L.A.S.Johnson        | ~113                    | Austrália e sul da Nova Guiné                        | "Bloodwoods" e "ghost gums". Inflorescências em corimbo. Frutos lenhosos em forma de urna. Casca frequentemente tessalada ou lisa.            |
| Eucalyptopsis | C.T.White                       | 2                       | Nova Guiné e Ilhas Molucas                           | Árvores de floresta tropical úmida. Relação próxima com Allosyncarpia e Stockwellia.                                                          |
| Eucalyptus    | L'Hér.                          | ~750                    | Austrália, Nova Guiné, Indonésia e sul das Filipinas | Gênero dominante e diverso. Flores com opérculo. Inclui as árvores mais altas do mundo (E. regnans). Enorme variação de casca, folha e fruto. |
| Stockwellia   | D.J.Carr, S.G.M.Carr & B.Hyland | 1                       | Austrália (Nordeste de Queensland)                   | Árvore emergente de floresta tropical, com distribuição muito restrita. Flores grandes, sem opérculo, com estames vermelhos.                  |

## Morfologia Comparativa
A distinção entre os gêneros de Eucalypteae baseia-se em um conjunto de características morfológicas. A mais notável é a estrutura da flor, mas outras características do caule, folhas e frutos são cruciais.
- Opérculo (Caliptra): Esta é a característica mais icônica do gênero Eucalyptus e Corymbia. É uma estrutura em forma de "tampa" que protege os estames e o pistilo durante o desenvolvimento do botão floral. O opérculo é formado pela fusão das pétalas e/ou sépalas e se desprende na antese (abertura da flor). Em contraste, Angophora, Stockwellia e Arillastrum possuem pétalas e sépalas livres, como a maioria das outras plantas com flor.

- Casca (Ritidoma): A diversidade de cascas nos eucaliptos é notável e fundamental para a identificação em campo. Os principais tipos incluem:[11]
  - Lisa (Gum bark): A casca é decorticante (desprende-se anualmente) em fitas, placas ou flocos, revelando uma nova superfície lisa e colorida (ex: Corymbia aparrerinja, Eucalyptus deglupta).
  - Fibrosa (Stringybark):Consiste em fibras longas e entrelaçadas, persistente no tronco (ex: Eucalyptus obliqua).
  - Casca de Ferro (Ironbark): Dura, profundamente sulcada e impregnada com resina escura (kino), que a torna resistente ao fogo (ex: Eucalyptus sideroxylon).
  - Tessalada (Box ou Bloodwood): A casca persistente é fragmentada em pequenas placas poligonais, como um mosaico (ex: Corymbia tessellaris).

- Inflorescência: Em Eucalyptus, as flores estão tipicamente dispostas em umbelas axilares simples. Em Corymbia, essas umbelas são agrupadas em inflorescências compostas terminais, formando um corimbo ou panícula, o que posiciona as flores na parte externa da copa da árvore.[4]

- Filotaxia Foliar: Muitos membros da tribo exibem heterofilia, onde as folhas juvenis, intermediárias e adultas têm formas e orientações diferentes. As folhas juvenis são frequentemente opostas, sésseis e dispostas horizontalmente, enquanto as folhas adultas são alternas, pecioladas e pendentes verticalmente.

- Fruto: O fruto é sempre uma cápsula lenhosa. Sua forma, tamanho, a posição do disco e o número de valvas são características diagnósticas importantes para a identificação de espécies. Em Angophora, os frutos são proeminentemente nervurados.

#### Tabela Comparativa (Gêneros Esclerófilos)
| Característica               | Angophora                      | Corymbia                                        | Eucalyptus                                             |
| ---------------------------- | ------------------------------ | ----------------------------------------------- | ------------------------------------------------------ |
| Perianto (Flor)              | Pétalas e sépalas livres       | Opérculo (caliptra)                             | Opérculo (caliptra)                                    |
| Inflorescência               | Corimbos/panículas terminais   | Corimbos/panículas terminais                    | Predominantemente umbelas axilares simples             |
| Filotaxia das Folhas         | Sempre opostas                 | Opostas a alternas                              | Juvenis opostas, adultas geralmente alternas           |
| Glândulas na Medula do Caule | Ausentes                       | Ausentes                                        | Presentes em muitas espécies (subgênero Symphyomyrtus) |
| Casca Típica                 | Fibrosa ("apple-gums") ou lisa | Tessalada ("bloodwoods") ou lisa ("ghost gums") | Extremamente variável (lisa, fibrosa, sulcada, etc.)   |

## História Evolutiva e Paleobotânica

### Origem Gondwaniana e Diversificação
A tribo Eucalypteae tem suas raízes no supercontinente Gondwana. A divergência entre Eucalypteae e suas tribos irmãs (como Leptospermeae) data do final do Cretáceo, há cerca de 65-70 milhões de anos. A presença de gêneros relictos em florestas úmidas da Austrália, Nova Caledônia e Nova Guiné representa as linhagens mais antigas do grupo, que sobreviveram em refúgios climaticamente estáveis.
A grande radiação adaptativa dos gêneros esclerófilos, especialmente Eucalyptus, está intimamente ligada à história climática e geológica da Austrália. A separação do continente da Antártica e seu deslocamento para o norte levaram a uma progressiva aridificação e a um aumento da sazonalidade e da frequência de incêndios. Esses fatores ambientais foram os principais motores da evolução das características de tolerância à seca e ao fogo que definem os eucaliptos modernos. Estima-se que a diversificação explosiva do gênero Eucalyptus tenha ocorrido nos últimos 20-30 milhões de anos.

### Registro Fóssil
O registro fóssil confirma a origem gondwaniana da tribo. Surpreendentemente, os fósseis mais antigos e bem preservados de Eucalyptus não foram encontrados na Austrália, mas na Patagônia, Argentina. Em 2011, foi descrito o fóssil de frutos, folhas e flores de uma espécie extinta, datada do Eoceno Inferior (cerca de 52 milhões de anos atrás), encontrada na Laguna del Hunco. Este achado, denominado Eucalyptus patagonica, prova que o gênero teve uma distribuição muito mais ampla no passado, abrangendo partes do Gondwana que hoje são a América do Sul.
Fósseis de pólen e folhas atribuídos a Myrtaceae e, possivelmente, a Eucalypteae, também foram encontrados na Antártida, Nova Zelândia e Austrália, datando de períodos semelhantes. O registro fóssil patagônico também é notável por apresentar marcas de herbivoria por insetos idênticas às encontradas em espécies modernas, indicando uma interação coevolutiva de longa data.

## Distribuição e Ecologia
A distribuição natural da tribo está centrada na Austrália, que abriga a totalidade das espécies de Angophora, quase todas as de Corymbia e a vasta maioria das de Eucalyptus. Apenas algumas espécies de Eucalyptus se estendem naturalmente para o norte, na Nova Guiné, leste da Indonésia e no extremo sul das Filipinas. Os gêneros de florestas úmidas têm distribuições muito mais restritas e disjuntas, atuando como janelas para o passado evolutivo do grupo.

### Adaptações ao Fogo
O fogo é uma força ecológica dominante na maior parte da Austrália, e os gêneros Eucalyptus, Corymbia e Angophora desenvolveram um conjunto notável de adaptações para sobreviver e até mesmo prosperar em ambientes propensos a incêndios.
- Gemas Epicórmicas: São gemas dormentes localizadas profundamente sob a casca do tronco e dos galhos. Protegidas pelo efeito isolante da casca, elas brotam após a passagem do fogo, permitindo que a árvore regenere sua copa rapidamente.
- Lignotúber: Uma estrutura lenhosa inchada na base do tronco, parcial ou totalmente subterrânea. Contém numerosas gemas dormentes e uma grande reserva de carboidratos. Se a parte aérea da árvore for destruída pelo fogo, o lignotúber rebrota vigorosamente a partir do nível do solo. Esta adaptação é comum em espécies de áreas com incêndios frequentes e intensos.
- Serotinia: Muitas espécies possuem frutos lenhosos que permanecem fechados na árvore por anos. O calor do fogo provoca a abertura dessas cápsulas, liberando as sementes em um solo recém-fertilizado por cinzas e com menor competição.
- Inflamabilidade: Paradoxalmente, muitas espécies de eucalipto são altamente inflamáveis. A casca fibrosa e a grande quantidade de serapilheira rica em óleos voláteis promovem a propagação do fogo. Acredita-se que esta seja uma estratégia competitiva para eliminar espécies menos tolerantes ao fogo.[15]

### Polinização e Interações com a Fauna
A polinização em Eucalypteae é quase exclusivamente zoofílica (realizada por animais). As flores geralmente produzem grandes quantidades de néctar e pólen para atrair uma ampla gama de polinizadores.
- Aves: Melifagídeos (honeyeaters) e lorikeets são polinizadores cruciais para muitas espécies com flores grandes e vistosas, como as de Corymbia.
- Insetos: Abelhas nativas, besouros, moscas e vespas são polinizadores importantes, especialmente para espécies com flores menores.
- Mamíferos: Pequenos marsupiais, como possums e planadores, e morcegos frugíveros visitam as flores em busca de néctar, contribuindo para a polinização noturna.

A relação com herbívoros é outro aspecto central da ecologia da tribo. O exemplo mais famoso é a dieta especializada do coala (Phascolarctos cinereus), que se alimenta quase exclusivamente de folhas de um número limitado de espécies de Eucalyptus. As folhas de eucalipto são pobres em nutrientes e ricas em compostos de defesa, como óleos essenciais e polifenóis (incluindo compostos floroglucinóis formilados, ou FPCs), que são tóxicos para a maioria dos outros mamíferos. A evolução de um sistema digestivo especializado permitiu que os coalas explorassem este nicho alimentar.

## Importância Econômica e Etnobotânica
A tribo Eucalypteae, e em particular o gênero Eucalyptus, tem uma importância econômica global massiva.

### Usos Industriais e Comerciais
- Madeira e Celulose: Eucaliptos são as árvores de madeira de lei mais plantadas no mundo. Devido ao seu rápido crescimento e à qualidade da sua fibra, são a principal matéria-prima para a produção de celulose para papel em muitos países, incluindo Brasil, Portugal e África do Sul.[18] A madeira é usada para construção, dormentes, postes, móveis e produção de carvão vegetal.
- Óleos Essenciais: O óleo de eucalipto, rico em compostos como o eucaliptol (1,8-cineol), é extraído principalmente de espécies como Eucalyptus globulus e Eucalyptus polybractea. Tem vastas aplicações na indústria farmacêutica (descongestionantes, antissépticos, anti-inflamatórios), na cosmética e como solvente industrial.[19]
- Apicultura: As flores ricas em néctar de muitas espécies de Eucalyptus e Corymbia são uma fonte fundamental para a produção de mel de alta qualidade, com sabores e propriedades distintas dependendo da espécie floral.[20]
- Horticultura: Muitas espécies, como Corymbia ficifolia (com suas flores vermelhas vibrantes) e Eucalyptus caesia (com seus ramos e frutos prateados), são valorizadas como árvores ornamentais em parques e jardins em todo o mundo.

### Usos Indígenas
Os povos aborígenes da Austrália possuem um conhecimento profundo e milenar sobre os usos das plantas da tribo Eucalypteae.
- Medicina: As folhas eram esmagadas e inaladas para tratar congestão nasal e resfriados. Infusões de folhas eram usadas como antissépticos para feridas. O kino (resina) de "bloodwoods" era usado topicamente como um adstringente poderoso.
- Ferramentas e Abrigo: A madeira era usada para fazer lanças, bumerangues e didgeridoos. A casca de certas espécies era removida em grandes placas para construir abrigos temporários e canoas.
- Água e Comida: As raízes de algumas espécies de mallee em regiões áridas eram escavadas como fonte de água. O néctar das flores era consumido diretamente ou misturado com água para fazer uma bebida doce.

### Eucaliptos como Espécies Invasoras
Fora de sua área de distribuição natural, algumas espécies de Eucalyptus demonstraram ser invasoras agressivas. Em locais como a Califórnia, África do Sul e Brasil, plantações de eucalipto podem escapar para ecossistemas naturais. Os principais impactos negativos incluem:
- Alto consumo de água: Podem rebaixar o lençol freático, afetando a disponibilidade de água para outras plantas e para o consumo humano.
- Alelopatia: A liberação de compostos químicos pela serapilheira pode inibir a germinação e o crescimento de plantas nativas.
- Alteração do regime de fogo: Aumentam a carga de combustível e a inflamabilidade da paisagem.
- Baixa biodiversidade associada: A fauna local muitas vezes não está adaptada para usar os eucaliptos como alimento ou abrigo, resultando em ecossistemas empobrecidos em comparação com a vegetação nativa.

## Estado de Conservação
Apesar da aparente abundância de algumas espécies, muitas outras dentro da tribo Eucalypteae enfrentam sérias ameaças. Uma avaliação global da Lista Vermelha da IUCN concluiu que quase 25% de todas as espécies de eucaliptos (incluindo Angophora e Corymbia) estão ameaçadas de extinção.

### Ameaças Gerais
- Perda de Habitat: O desmatamento para agricultura, desenvolvimento urbano e mineração é a principal ameaça para muitas espécies com distribuições restritas.
- Alteração do Regime de Fogo: A supressão de incêndios em algumas áreas e o aumento da frequência e intensidade de incêndios em outras (devido às mudanças climáticas) podem interromper os ciclos de vida de muitas espécies.
- Mudanças Climáticas: O aumento das temperaturas e a maior frequência de secas extremas estão colocando as populações sob estresse fisiológico, especialmente aquelas no limite de sua área de distribuição.[23]

### A Ferrugem da Murta (Austropuccinia psidii)
Uma das ameaças mais graves e recentes é a ferrugem da murta, um fungo patogênico originário da América do Sul que foi detectado pela primeira vez na Austrália em 2010. Este patógeno ataca tecidos jovens (folhas, caules e flores) de plantas da família Myrtaceae.
- Impacto: A ferrugem da murta pode causar deformação, necrose e morte de plantas hospedeiras. É particularmente devastadora para as linhagens de floresta úmida da tribo, como Allosyncarpia e Stockwellia, que não coevoluíram com o patógeno.[24]
- Consequências Ecológicas: A doença tem o potencial de causar a extinção de espécies suscetíveis e alterar drasticamente a estrutura e a função de ecossistemas inteiros onde as Myrtaceae são dominantes. A conservação ex situ em bancos de sementes e jardins botânicos tornou-se uma estratégia de emergência crucial para as espécies mais vulneráveis.[24]